# Kasai-Meerespark
Der Kasai-Meerespark (jap. 葛西臨海公園 Kasai Rinkai Kōen, englisch Kasai Rinkai Park) liegt in der Bucht von Tokio im Mündungsgebiet der beiden Flüsse Arakawa und Kyū-Edogawa. Auf dem Parkgelände befindet sich der Tokyo Sea Life Park und das Riesenrad „Diamond and Flower Ferris Wheel“ mit einer Höhe von 117 m. Auf den Grünflächen des Parks wurden Blumenwiesen angelegt, die zu verschiedenen Jahreszeiten blühen – Narzissen von Dezember bis Februar, Raps von März bis April, Mohnblumen von Mai bis Juni und Kosmeen von August bis Oktober.
Eine Wasser- und Wattfläche von 366,91 ha im Süden des Parks wurde am 18. Oktober 2018 als Ramsar-Gebiet Kasai Marine Park ausgewiesen. Mehr als 126 Vogelarten wurden beobachtet, darunter Zugvögel wie Bergenten und Haubentaucher. An der Küste wachsen unter anderem die Rosenart Rosa luciae und das Sauergrasgewächs Fimbristylis ferruginea.
Der Kasai-Meerespark wurde 1989 als präfekturbetriebener Park (都立公園 toritsu kōen) eröffnet.

## Galerie

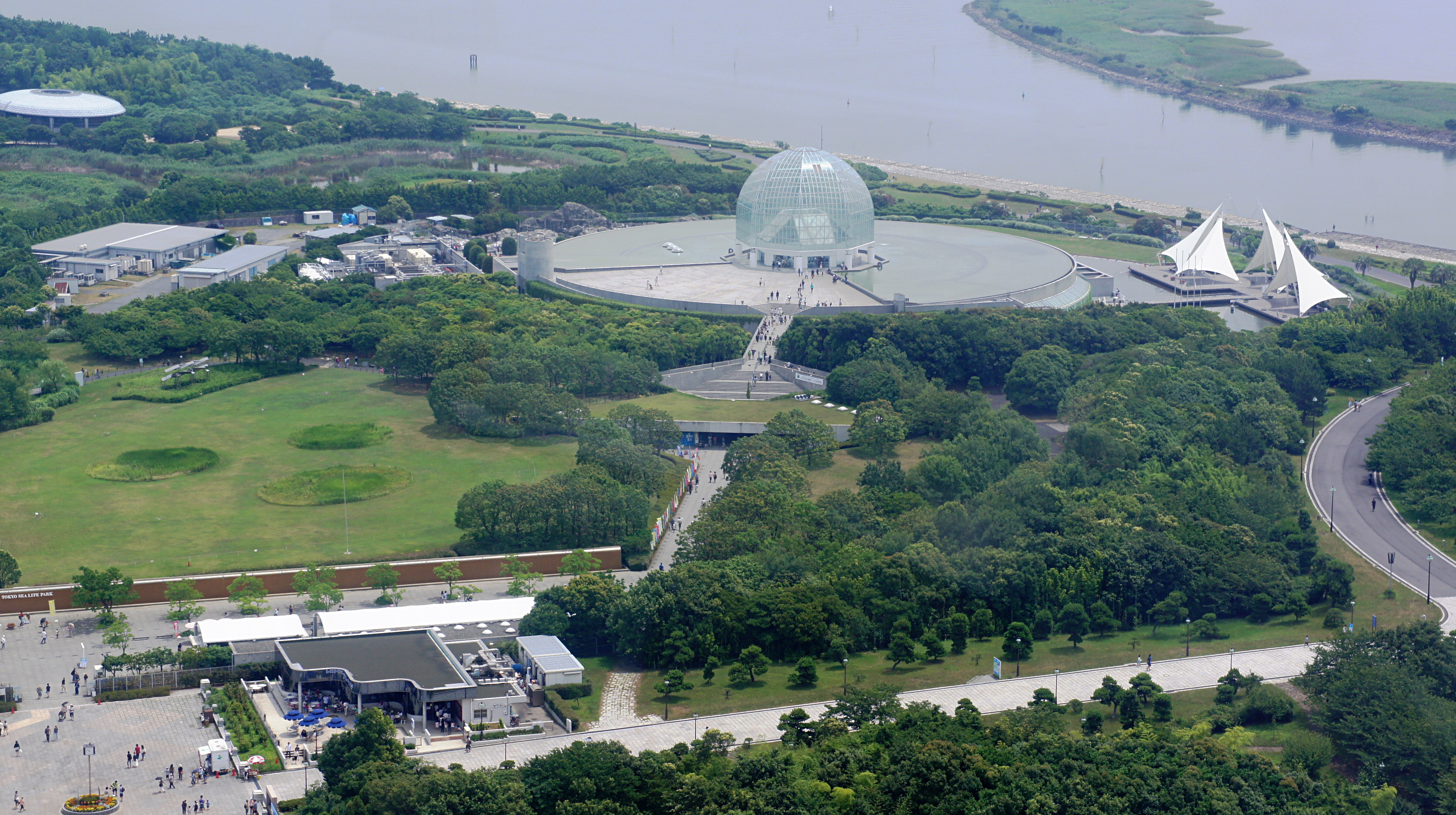
Tokyo Sea Life Park
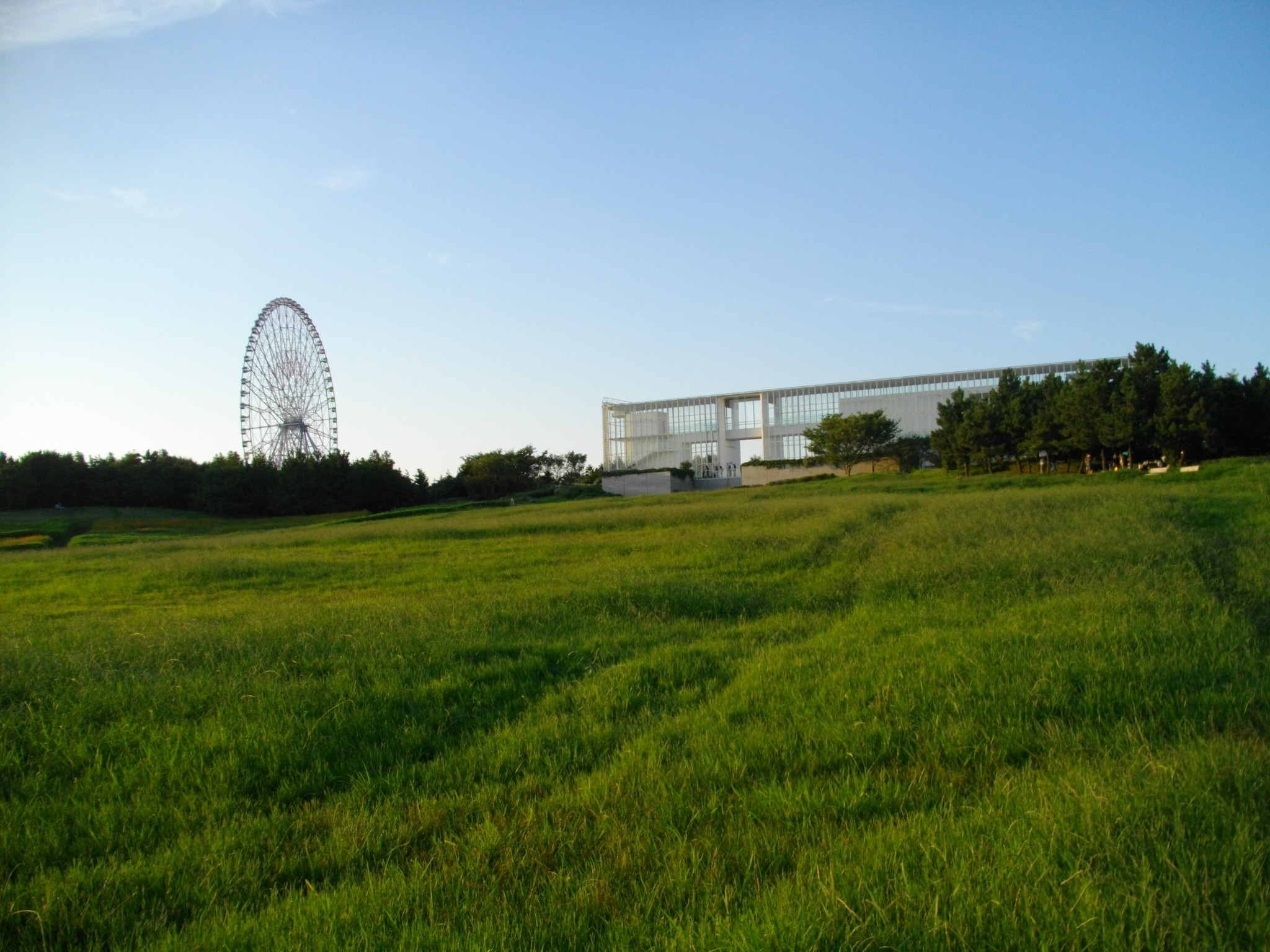
Riesenrad und Aussichtsplattform
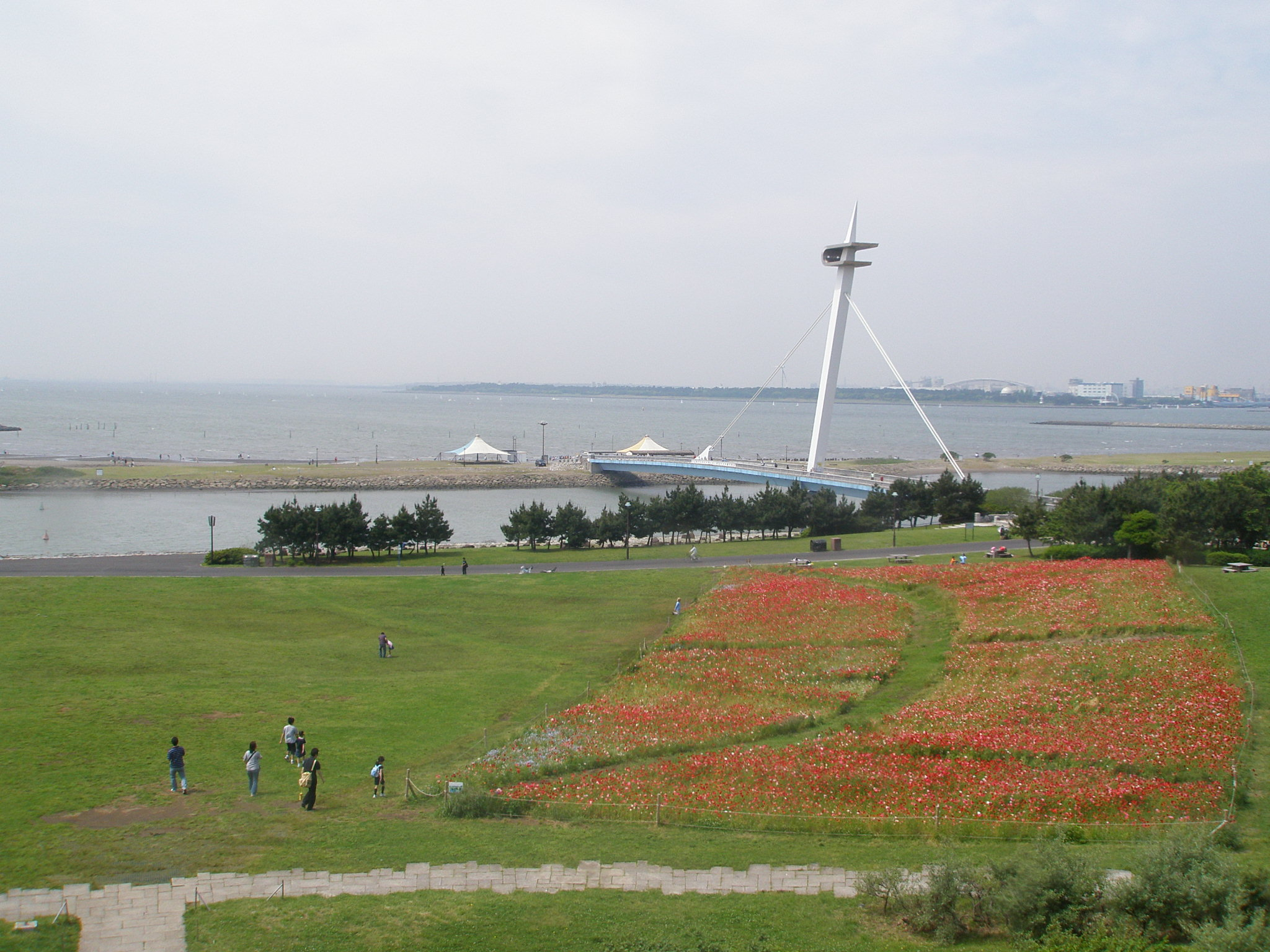
Kasai-Nagisa-Brücke
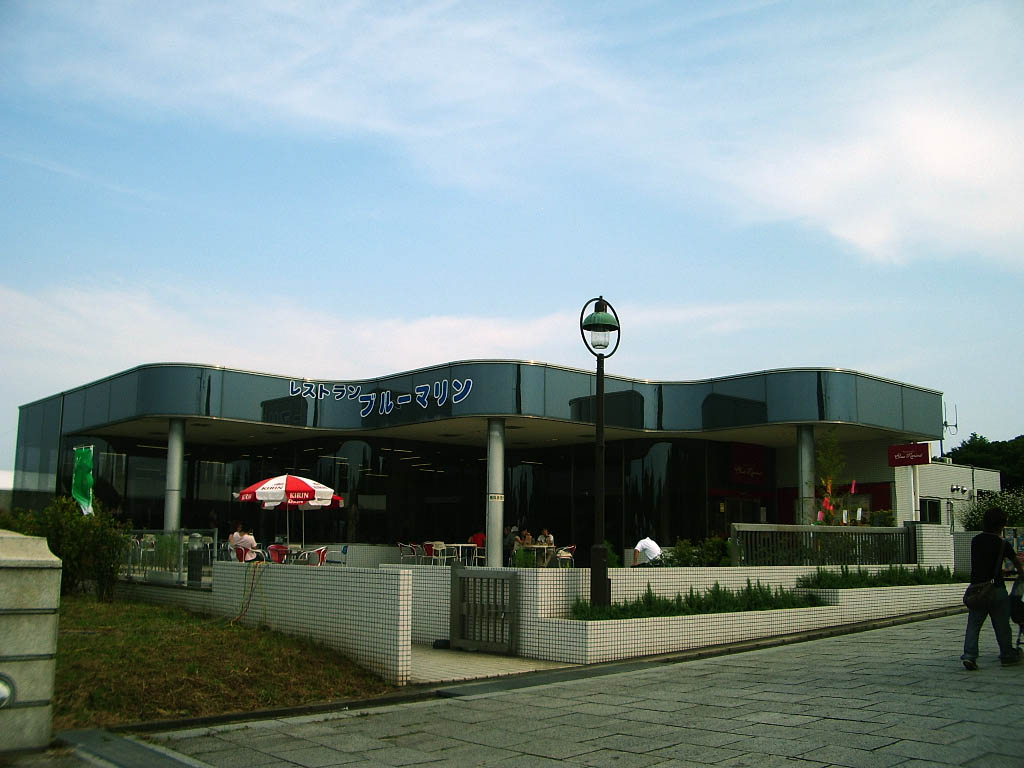
Restaurant im Park